# Меринов, Сергей Станиславович
Серге́й Станисла́вович Ме́ринов (род. 14 сентября 1966 года) — российский режиссёр-мультипликатор, художник-аниматор.

## Биография
Родился Сергей Меринов 14 сентября 1966 года.
В 1989 году окончил с отличием Московский колледж художественных ремесел № 75 по профессии художник-оформитель, в 1992 году — курсы художников-аниматоров при студии «Пилот».
Участвовал практически во всех проектах студии, работал фазовщиком, художником-аниматором, сторибордистом, режиссёром эпизода, режиссёром. Так же на Центральном телевидении сотрудничал в создании анимационных клипов и рекламы. Как режиссёр снял для Первого канала фильм «Сказка о зависти» (в проекте «Сказки новой России»). А на канале НТВ сделал анимационное оформление для передачи «Русские гвозди».
В качестве режиссёра, художника-постановщика и ведущего аниматора сделал компьютерную игру «Волшебный сон» в компании «Никита».
С 1998—2002 годах на «Пилоте», работал режиссёром-сторибордистом на многосерийном проекте канала CartoonNetwork «Mike, Lu and Og».
В 2003 году окончил Высшие режиссёрские курсы по специальности режиссёр анимационного эпизода.
Как режиссёр дебютировал в 1997 году мультфильмом «Новые русские звери», снял ряд мультфильмов из серии «Гора самоцветов»: «Куйгорож», «Петушок и кошечка» и другие, а также сделал пластилиновые заставки к этому сериалу. Кроме того снял несколько видеоклипов, рекламных роликов, телевизионные ролики из серии «Мульти-Россия» и телевизионных заставок.
С 2003 года ведет педагогическую деятельность, преподает на курсах художников-аниматоров при студиях «ФАФ», «Пилот», «Студия „Панорама“ А.Петрова», и в Scream school (Школа компьютерных технологий).
Член художественного совета проекта «Гора Самоцветов» и студии «Пилот».
Художественный руководитель студии «Пластилин».
Президент Гильдии профессионалов анимационного кино ААКР.
Президент международного фестиваля детского анимационного кино «Золотая Рыбка».
Основная техника режиссёра — пластилиновая анимация, однако мультфильм «Детективное агентство Шорти и Бульдог» сделано в перекладке.
Снимался в документальном сериале «Фабрика чудес» (серия «Аниматор», 2006).

## Фильмография
- 1995 — Сказка о зависти
- 1996 — Русские гвозди
- 1998 — Новые звери
- 2002 — Зверские частушки
- 2007—2020 — Гора самоцветов
  - 1 июля 2007 — Что делать? или Куйгорож
  - 27 декабря 2008 — Егорий Храбрый
  - 2009 — Солдатская песня (вокал)
  - 2011 — Зубы, хвост и уши
  - 2011 — Петушок и кошечка
  - 2013 — Терем мухи
  - 2017 — Лис в сапогах
  - 2018 — Ладушки
  - 2019 — Курочка Ряба
  - 2019 — Ольховая гора / Беглецы
  - 2020 — Идёт коза рогатая
- 2007 — Маленькая Василиса (озвучивание)
- 2007—2009 — Мульти-Россия
- 2010 — Детективное агентство «Бульдог и Шорти»
- 2010 — Шла Саша по шоссе
- 2012 — Фиксипелки
  - Часики
  - Интернет
  - Молоко
- 2012 — Кухня
- 2013 — Суета сует
- 2014—наст. время — Пластилинки
  - 2014 — Азбука
  - 2018 — Циферки
  - 2019—2021 — Зверушки
  - 2019 — Музыкальные инструменты
  - 2019—2021 — Машинки
  - 2020 — Растения
- 2016 — Та черепаха — проект «Сказки интернешнл»
- 2016 — Ёлочка
- 2016 — Смешарики. Пин-код Наследники
- 2017 — Брюки (альманах «Мультипелки» № 1)
- 2022 — Волшебник-недоучка
- 2022 — Яблочный пирог
- 2023 — Лисапет
- 2023 — Потягушеньки
- 2023 — Тритатушки Тритата
- 2027 — Безумная планета

## Награды
- МФАФ КРОК — 2005. Призы Жюри: Приз в категории «Прикладная и заказная анимация» — заставке к циклу «Гора самоцветов», режиссёр Сергей Меринов (Россия)[2].
- В Минске завершился IX Международный фестиваль детского и юношеского кино «Лістападзік-2007». «Что делать? или Куйгорож» Сергея Меринова признан Лучшим анимационным фильмом.
- Призы" фильма Куйгорож" Национальная премия «Золотой мост-2008» Приз зрительских симпатий «Суздаль — 2008». Гран-при за лучший анимационный фильм «Орленок-2008». официальная селекция «Берлинале-2008», «Аннеси-2008», «Анима-Мунди-2010».

«Что делать? или Куйгорож» взял сразу два приза на 9-м телефестивале в Сычуане «Золотая панда». Картина Сергея Меринова признана лучшим короткометражным анимационным фильмом, а также получила приз за «лучший грим и костюмы».
- Кинопремию «Золотой Орёл» в категории «Лучший анимационный фильм» получила очередная серия фильмов из цикла «Гора самоцветов». Лауреатами премии стала группа режиссёров студии «Пилот»: Инга Коржнева («Крошечка-Хаврошечка»), Сергей Меринов («Что делать? или Куйгорож»), Елена Чернова («Заяц-слуга»), Марина Карпова («Медвежьи истории»), Леон Эстрин («Чепоги»)[4].
- «Егорий Храбрый» — Гран-при «БФМ-2010» Красноярск официальная селекция «Анима-мунди-2010» лучший анимационный фильм, по мнению детского жюри фестиваля «Лучезарный ангел» Диплом Жюри XIV Международного фестиваля «Радонеж»[5].
- «Шла Саша по шоссе» (2010) студия «Пластилин» — Гран-при фестиваля «Мультиматограф-2011» в номинации «Клип»
- «Зубы, хвост и уши» — Гран-при — IX фестиваль анимации «МУЛЬТИВИДЕНИЕ» в Санкт-Петербурге[6]. Приз за лучшую ТВ-серию VII Всемирного фестиваля анимационных фильмов в Варне[7]. Приз зрительских симпатий за лучший анимационный фильм на фестивале «Московская премьера-2011»
- «Петушок и кошечка» — Приз детского жюри 18 Международного кинофестиваля детского и молодёжного анимационного кино «Золотая Рыбка», 28 сентября 2013 года[8].
- «Пластилиновая азбука» (реж. С. Меринов) — Приз за Лучший сериал 19-го Открытого российского фестиваля анимационного кино в г. Суздале[9]. Приз за Лучший ТВ-сериал Международный фестиваль анимационных фильмов «Варна-2014».[10]
- «Кухня» (реж. С. Меринов) — 1 место в Номинации «Дичь» — Х фестиваль «Мультиматограф»[11].
- «Брюки» (реж. С. Меринов) — Приз за лучший фильм для детей 23 ОРФАК в Суздале.[12]